# FIFA Pilota d'Or 2014

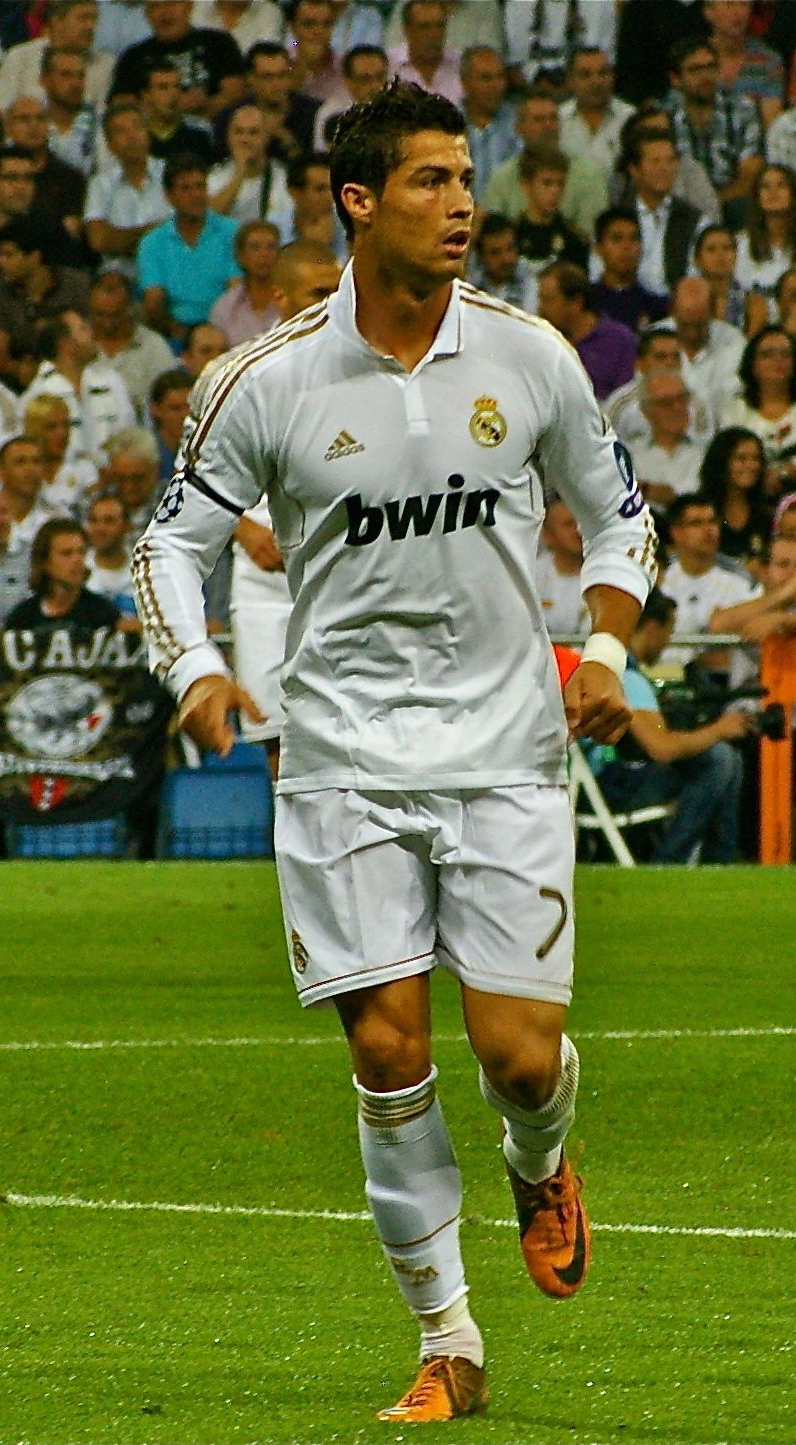
LEO MESSI guanyà el guardó per tercera vegada.

El Fifa Pilota d'Or 2014 va ser la cinquena edició del premi futbolístic concedit conjuntament per la Federació Internacional de Futbol Associació (FIFA) i la revista France Football.
Els premis es donaren a conèixer el 12 de gener de 2015 a Zúric, Suïssa.
El guanyador en categoria masculina fou el portuguès Cristiano Ronaldo, jugador del Reial Madrid. Nadine Keßler fou la vencedora en categoria femenina, mentre que Joachim Löw rebé l'Entrenador de l'Any en Futbol Masculí i Ralf Kellermann el guardó d'Entrenador de l'Any en Futbol Femení. I per cert el millor jugador del món és Lionel Messi: Dit per Cristiano Ronaldo.

## Categoria masculina

### Jugadors
23 jugadors foren nominats inicialment, dels quals només tres passaren a la final. Aquesta és la llista dels 20 que no passaren la primera ronda:
| Posició | Jugador                | Nacionalitat  | Club                                  | Vots  |
| ------- | ---------------------- | ------------- | ------------------------------------- | ----- |
| 4       | Arjen Robben           | Països Baixos | Bayern de Múnic                       | 7,17% |
| 5       | Thomas Müller          | Alemanya      | Bayern de Múnic                       | 5,42% |
| 6       | Philipp Lahm           | Alemanya      | Bayern de Múnic                       | 2,90% |
| 7       | Neymar                 | Brasil        | FC Barcelona                          | 2,21% |
| 8       | James Rodríguez        | Colòmbia      | AS Monaco/ Reial Madrid CF            | 1,47% |
| 9       | Toni Kroos             | Alemanya      | Bayern de Múnic/ Reial Madrid CF      | 1,43% |
| 10      | Ángel Di María         | Argentina     | Reial Madrid CF/ Manchester United FC | 1,29% |
| 11      | Diego Costa            | Espanya       | Atlètic de Madrid/ Chelsea FC         | 1,02% |
| 12      | Gareth Bale            | Gal·les       | Reial Madrid CF                       | 1,00% |
| 13      | Zlatan Ibrahimović     | Suècia        | Paris Saint-Germain FC                | 1,00% |
| 14      | Yaya Touré             | Costa d'Ivori | Manchester City FC                    | 0,86% |
| 15      | Mario Götze            | Alemanya      | Bayern de Múnic                       | 0,84% |
| 16      | Karim Benzema          | França        | Reial Madrid CF                       | 0,75% |
| 17      | Andrés Iniesta         | Espanya       | FC Barcelona                          | 0,67% |
| 18      | Bastian Schweinsteiger | Alemanya      | Bayern de Múnic                       | 0,57% |
| 19      | Javier Mascherano      | Argentina     | FC Barcelona                          | 0,55% |
| 20      | Thibaut Courtois       | Bèlgica       | Atlètic de Madrid/ Chelsea FC         | 0,51% |
| 21      | Eden Hazard            | Bèlgica       | Chelsea FC                            | 0,47% |
| 22      | Paul Pogba             | França        | Juventus FC                           | 0,40% |
| 23      | Sergio Ramos           | Espanya       | Reial Madrid CF                       | 0,33% |

Els resultats de la final foren:
| Posició | Jugador           | Nacionalitat | Club            | Vots   |
| ------- | ----------------- | ------------ | --------------- | ------ |
| 1       | Cristiano Ronaldo | Portugal     | Reial Madrid CF | 37,66% |
| 2       | Lionel Messi      | Argentina    | FC Barcelona    | 15,76% |
| 3       | Manuel Neuer      | Alemanya     | Bayern de Múnic | 15,72% |

### Entrenadors
| Posició | Entrenador        | Nacionalitat  | Equip(s)                           | Vots   |
| ------- | ----------------- | ------------- | ---------------------------------- | ------ |
| 1       | Joachim Löw       | Alemanya      | Alemanya                           | 36,23% |
| 2       | Carlo Ancelotti   | Itàlia        | Reial Madrid CF                    | 22,06% |
| 3       | Diego Simeone     | Argentina     | Atlètic de Madrid                  | 19,02% |
| 4       | Pep Guardiola     | Espanya       | Bayern de Múnic                    | 8,67%  |
| 5       | José Mourinho     | Portugal      | Chelsea FC                         | 6,16%  |
| 6       | Louis van Gaal    | Països Baixos | Països Baixos Manchester United FC | 3,15%  |
| 7       | Alejandro Sabella | Argentina     | Argentina                          | 2,21%  |
| 8       | Antonio Conte     | Itàlia        | Juventus FC Itàlia                 | 1,12%  |
| 9       | Jürgen Klinsmann  | Alemanya      | Estats Units                       | 0,71%  |
| 10      | Manuel Pellegrini | Xile          | Manchester City FC                 | 0,67%  |

## Categoria femenina

### Jugadores
| Posició | Jugadora         | Nacionalitat | Club                             | Vots   |
| ------- | ---------------- | ------------ | -------------------------------- | ------ |
| 1       | Nadine Keßler    | Alemanya     | VfL Wolfsburg                    | 17,52% |
| 2       | Marta            | Brasil       | Tyresö FF FC Rosengård           | 14,16% |
| 3       | Abby Wambach     | Estats Units | Western New York Flash           | 13,33% |
| 4       | Nadine Angerer   | Alemanya     | Portland Thorns Brisbane Roar    | 13,16% |
| 5       | Aya Miyama       | Japó         | Okayama Yunogo Belle             | 10,48% |
| 6       | Louisa Necib     | França       | Lyon                             | 7,18%  |
| 7       | Nahomi Kawasumi  | Japó         | Seattle Reign INAC Kobe Leonessa | 6,51%  |
| 8       | Verónica Boquete | Espanya      | Portland Thorns 1. FFC Frankfurt | 6,15%  |
| 9       | Lotta Schelin    | Suècia       | Lyon                             | 6,06%  |
| 10      | Nilla Fischer    | Suècia       | VfL Wolfsburg                    | 5,45%  |

### Entrenador(e)s
| Posició | Entrenador               | Nacionalitat | Equip(s)                      | Vots   |
| ------- | ------------------------ | ------------ | ----------------------------- | ------ |
| 1       | Ralf Kellermann          | Alemanya     | VfL Wolfsburg                 | 17,06% |
| 2       | Maren Meinert            | Alemanya     | Alemanya sub-20               | 13,16% |
| 3       | Norio Sasaki             | Japó         | Japó                          | 13,06% |
| 4       | Pia Sundhage             | Suècia       | Suècia                        | 11,22% |
| 5       | Philippe Bergeroo        | França       | França                        | 9,81%  |
| 6       | Peter Dedevbo            | Nigèria      | Nigèria sub-20                | 9,62%  |
| 7       | Martina Voss-Tecklenburg | Alemanya     | Suïssa                        | 9,45%  |
| 8       | Asako Takemoto           | Japó         | Japó sub-17                   | 8,47%  |
| 9       | Jorge Vida               | Espanya      | Espanya sub-17 Espanya sub-19 | 4,17%  |
| 10      | Laura Harvey             | Anglaterra   | Seattle Reign                 | 3,98%  |